# BMW Hydrogen 7

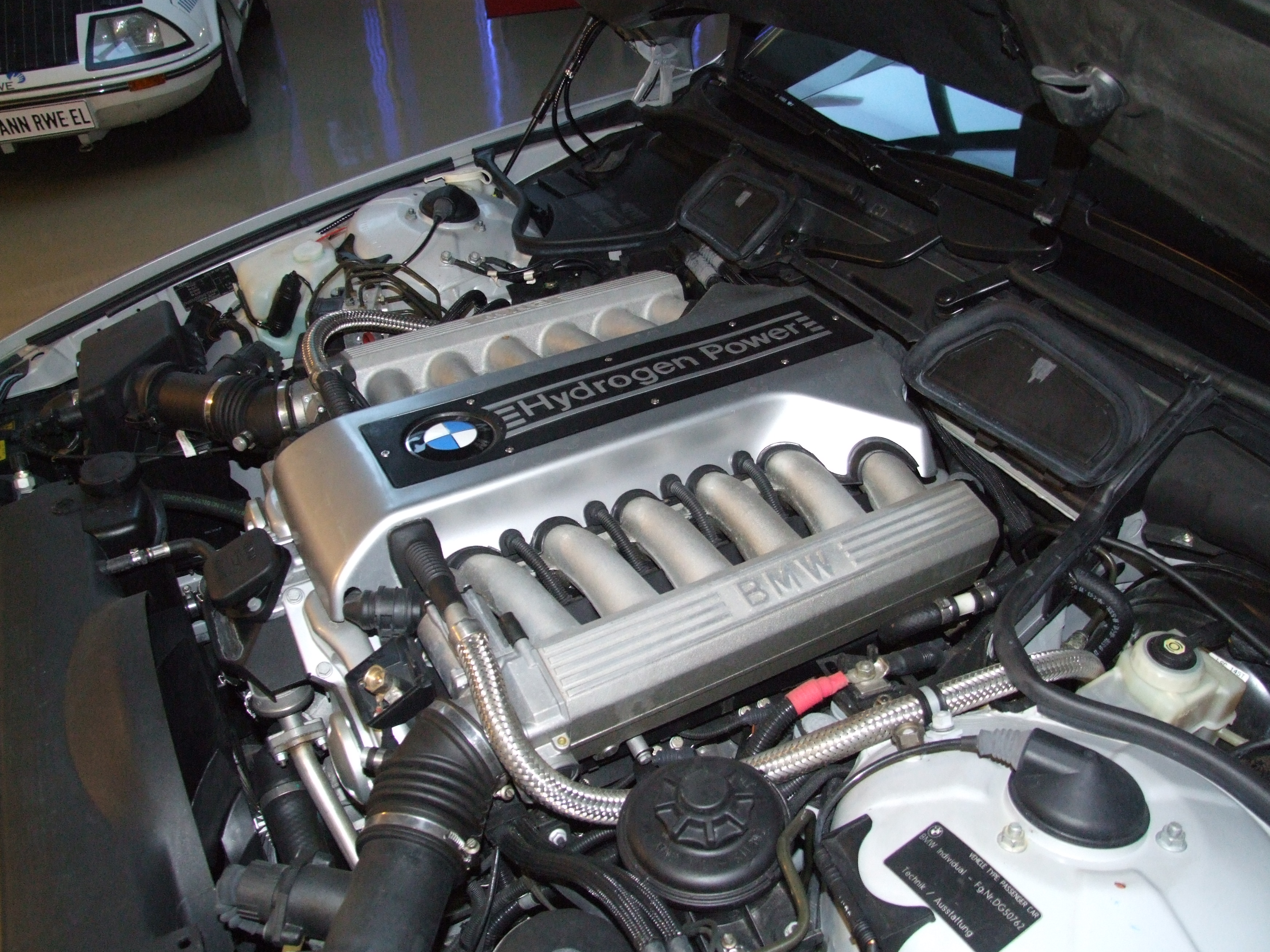
A BMW Hydrogen 7 12 hengeres hidrogén motorja

A BMW Hydrogen 7 egy a BMW 7-es sorozatából készített hidrogén, és benzin-meghajtású változata (bivalens hajtás). A motor egyrészt képes a hidrogén elégetéséből származó energiát közvetlenül a meghajtásra fordítani, másrészt ugyanígy képes benzin segítségével, hagyományos benzinüzemben működni. Az autó benzinüzemmódban átlagosan 7,2 kilométert tud megtenni egy liter üzemanyaggal. Hidrogénmeghajtásnál ez a távolság csupán 2 km.
Ha az autót nem használjuk, a -250 °C-ra hűtött folyékony hidrogén, lassan felmelegszik, és gáz halmazállapotúvá alakul, így körülbelül 8 nap alatt a hidrogénmennyiség fele használhatatlanná válik.

## Egyéb jellemzők
- 170 literes, szuper hőszigetelt tank
- üzemanyag: -253 C° -os, 5 bar nyomású cseppfolyós hidrogén
- egy tankolással H2 üzemben: 200 km, benzin üzemre váltással 700 km út